# Trasporto solido

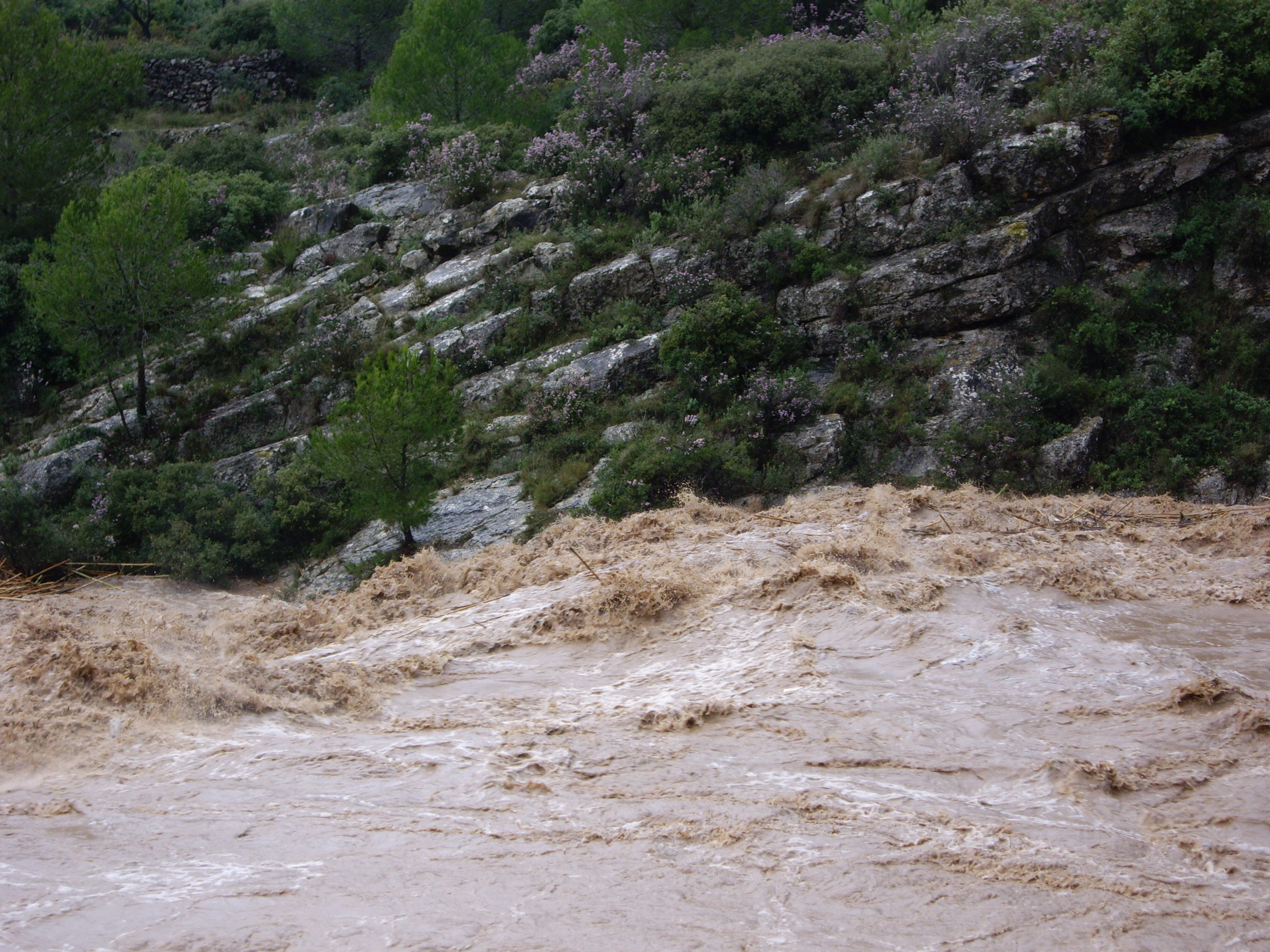
Trasporto torbido a seguito di forti piogge

Il trasporto solido è il trasporto verso valle di materiali solidi ad opera di un fiume; attraverso il flusso idrico dei corsi d'acqua superficiali, tali detriti vengono in parte trasportati verso i laghi e il mare e in parte vanno progressivamente a depositarsi lungo il percorso, o nell'alveo o nella pianura alluvionale adiacente al fiume in caso di esondazione.

## Modalità di trasporto
Il trasporto solido si può differenziare in base alle modalità di trasporto; le principali sono trattate nel seguito.

### Trasporto di fondo
Il trasporto di fondo coinvolge intere porzioni di sedimenti fluviali che, nei periodi di piena, vengono trasportati verso valle, coprendo anche distanze considerevoli. Assimilabile al trasporto di fondo è quello per rotolamento, che coinvolge i ciottoli di dimensioni più rilevanti, che la corrente non riesce a sollevare dal fondale. Gli attriti prolungati smussano progressivamente la forma del corpo litico, che finisce con l'assumere la tipica forma arrotondata dei ciottoli di fiume.

### Trasporto in sospensione
Il trasporto in sospensione, o trasporto torbido, consiste nel trasporto di materiale dalla granulometria particolarmente fine (limi, argille, sabbie) che, nel loro insieme, formano la torbida, che sedimenta solo quando l'energia cinetica delle acque raggiunge valori estremamente bassi (nei pressi della foce). Assimilabile al trasporto di fondo è quello per saltazione, che coinvolge sabbie grossolane e ciottoli di piccole dimensioni, in letti fluviali ad alta rugosità, che ingenerano una maggior turbolenza nella corrente. In questo caso, il materiale alterna breve rotolamento a brevi tratti trasporto in sospensione.

Fluitazione di tronchi nel Michigan (circa 1910).

### Trasporto per flottazione
Il trasporto per flottazione, o trasporto per galleggiamento, consiste nel trasporto del materiale caratterizzato da una densità inferiore rispetto a quella dell'acqua (per esempio tronchi, lastre di ghiaccio, pomici), oppure di corpi in grado di galleggiare per via della forma caratteristica (miche). La capacità di trasporto solido per flottazione è utilizzata per trasportare a valle diversi generi di materiale, in particolare legname.

### Trasporto in soluzione
Il trasporto in soluzione, o trasporto chimico, coinvolge le sostanze disciolte nell'acqua del corpo idrico a causa dei fenomeni di dissoluzione delle rocce presenti nel bacino idrografico; si tratta di sali minerali, solubilizzati dall'azione delle acque meteoriche sulle rocce, e vengono trasportati in soluzione dalla corrente. Solo in rari casi questo tipo di trasporto rappresenta una frazione significativa del trasporto solido totale.

### Colate detritiche e di fango
Le colate detritiche e di fango, rappresentano una modalità di trasporto solido intermedia tra i movimenti di massa, o frane, e il trasporto solido effettuato dei corsi d'acqua; coinvolgono masse di detriti o di fango imbevute d'acqua che si comportano in modo simile ad un fluido.

## Misura del trasporto solido
La misura dell'intensità del trasporto solido è fatta attraverso la "portata solida", che fornisce la quantità di sostanza solida trasportata nell'unità di tempo, attraverso una determinata sezione trasversale del fiume, e viene espressa in kg/s.

## Trasporto solido e sedimentazione

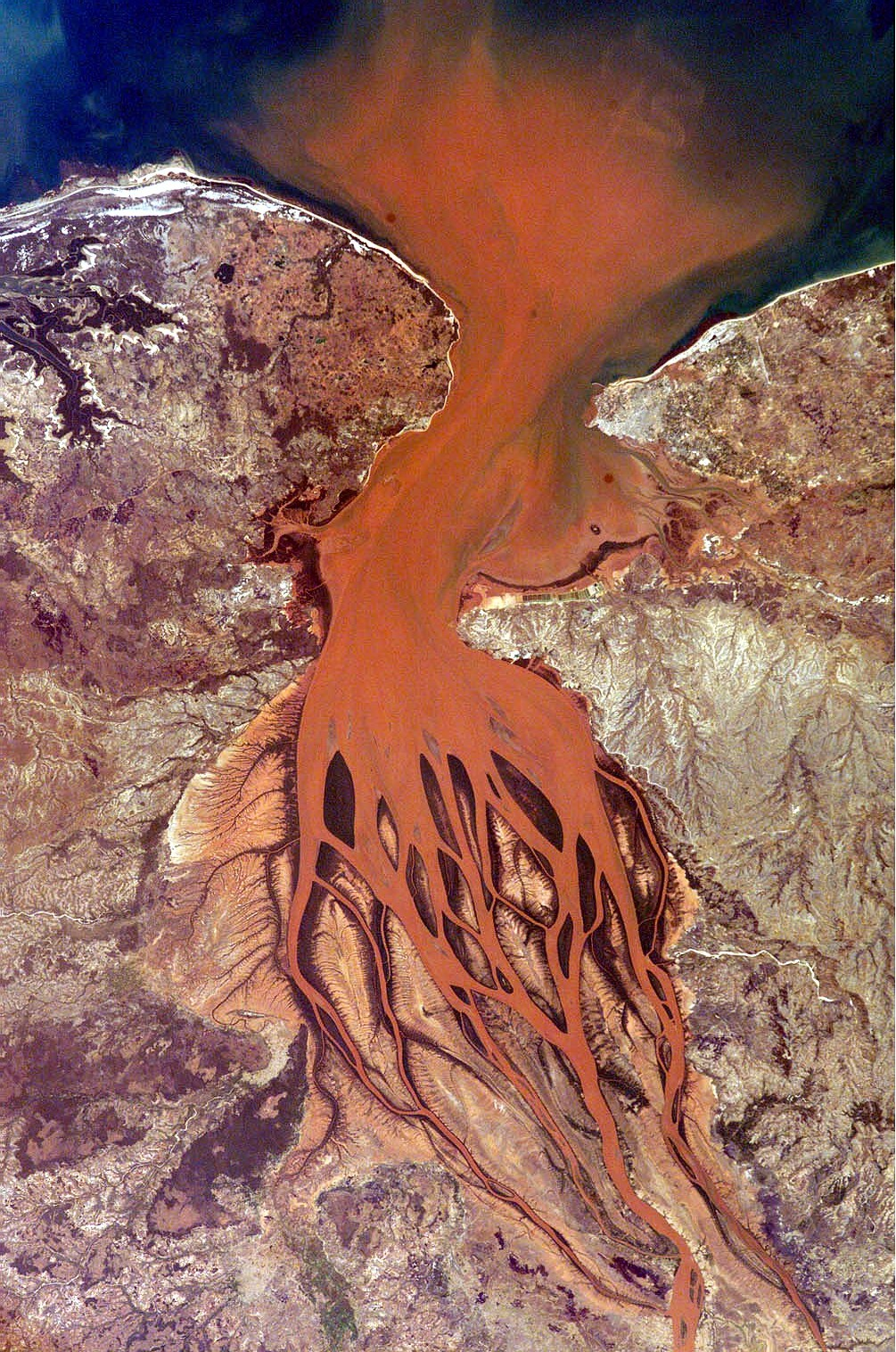
Estuario del Betsiboka: è ben visibile il trasporto in sospensione di argilla rossa che viene distribuita nell'oceano a fronte della foce

Al diminuire della pendenza del letto del corso d'acqua, della sua portata e quindi della velocità della corrente, il fenomeno di sedimentazione interessa elementi di granulometria via via più fine, inoltre, maggiore è l'intensità della corrente, maggiore il trasporto solido, a scapito della parte solida che si deposita. Chiaro effetto di tale fenomeno è il variare della granulometria degli elementi costituenti il fondo alveo in funzione della pendenza del corso d'acqua: il letto dei torrenti è coperto da massi e grossi ciottoli, elementi che la corrente non è in grado di trascinare con sé, mentre tutti gli altri elementi più fini sono stati trasportati più a valle. Al diminuire della velocità della corrente anche la granulometria dei materiali depositatisi diminuisce, sino a giungere, in prossimità dello sbocco in mare, a quella delle sabbie e dei limi. I fondali dei laghi e delle lagune, data bassa velocità dalla corrente che qui si verifica, possono essere formati da depositi di argilla e limo.
Il processo di trasporto solido, al pari di quello complementare della sedimentazione, varia al variare della portata del corso d'acqua: in occasione degli eventi di morbida e di piena dei corsi d'acqua avviene la rimobilitazione di inerti già sedimentati e una conseguente più rapida traslazione verso valle dei depositi costituenti i fondali.